# 夏威夷州副州长
根据夏威夷宪法第五条第二至第六节的规定，夏威夷州副州长是美国夏威夷州及其各机构和部门的助理行政长官。夏威夷州副州长和州长通过同一张选票经由普选产生，同时还需要履行州务卿的职能。当州长因故无法履行职责时，副州长需要代行其职。